# 馬卡里夫斯卡布達

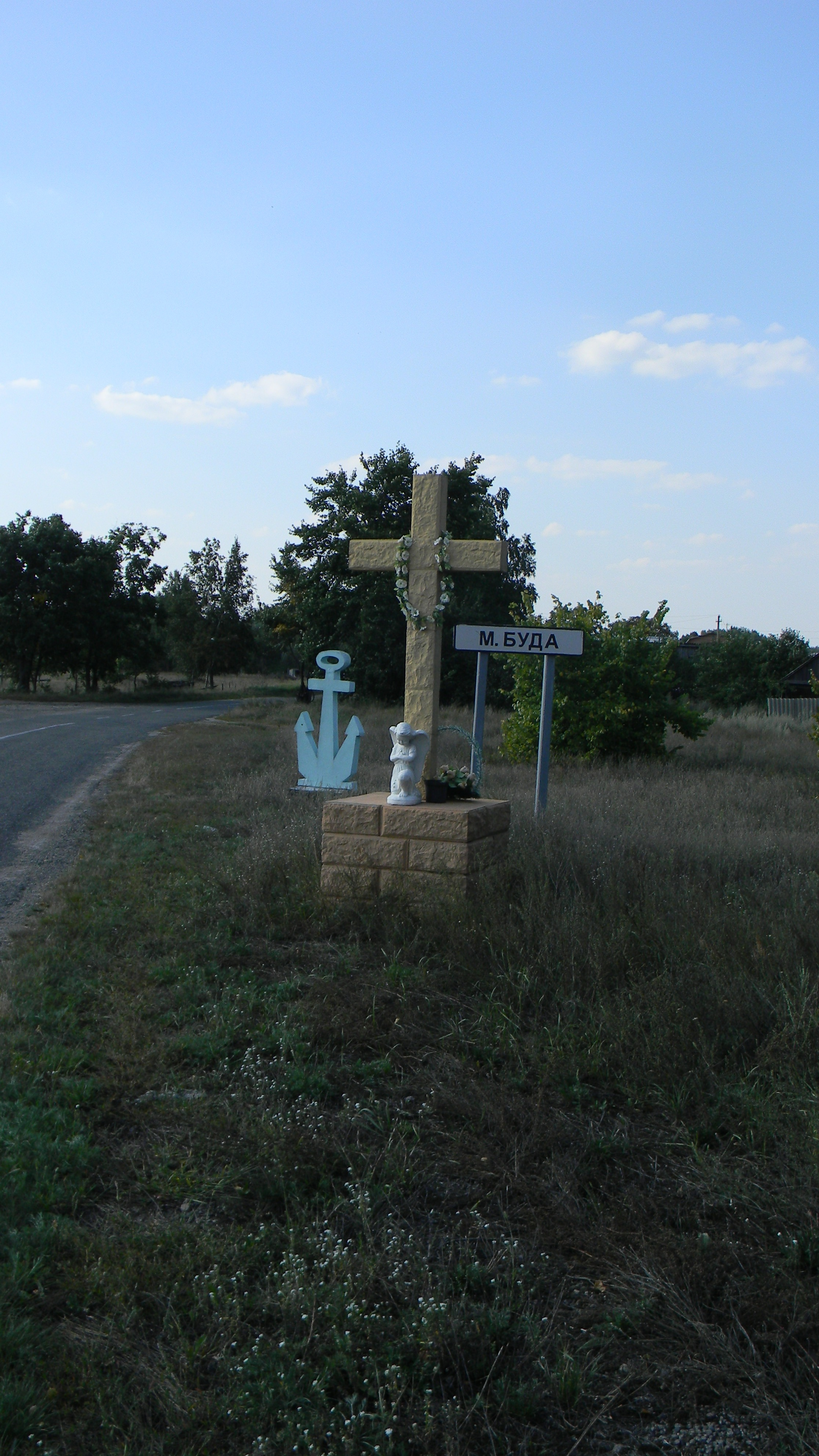
村庄入口处

50°36′22″N 29°38′7″E / 50.60611°N 29.63528°E
馬卡里夫斯卡布達（烏克蘭語：Макарівська Буда）是位於烏克蘭北部的村莊，由基辅州布恰区的馬卡里夫市鎮負責管轄。該村面積0.09平方公里，海拔高度153米，2001年人口70，人口密度每平方公里752.9人。